# Château de Lasserre (Montastruc-la-Conseillère)
Pour les articles homonymes, voir Château de Lasserre.
Le château de Lasserre est un château français située sur la commune de Montastruc-la-Conseillère dans le département de la Haute-Garonne et la région Occitanie.

## Histoire
Château datant du Moyen Âge ancien fief de Sicard Alaman rénové en 1559 pour la famille de Bernuy, par l'architecte Nicolas Bachelier.[réf. souhaitée]
Par décret le roi Louis XI le titre de terre noble. En 1570 Henri IV y séjourne avec ses troupes sous les ordres de Gaspard II de Coligny.
Il devient la propriété du Général Édouard de Castelnau jusqu'à la fin de sa vie et il y mourut.[réf. souhaitée]
Dans les années 2000 il est un haut lieu de ventes aux enchères,,,.

## Architecture
Le château en briques roses de Toulouse composé d'une façade arrière et d'une terrasse du XVIe siècle style Renaissance, la façade principale ainsi que les deux cours intérieures sont du XVIIe siècle et XVIIIe siècle.